# Schubra al-Chaima
Schubra al-Chaima (arabisch شبرا الخيمة, DMG Šubrā l-Ḫaima; englische Transkription: Shubra El-Kheima) ist die viertgrößte Stadt in Ägypten nach Kairo, Alexandria und Gizeh. Sie liegt nördlich von Kairo im südlichen Nildelta im Gouvernement al-Qalyubiyya und ist Teil der Agglomeration von Kairo. Die Einwohnerzahl betrug 2017 1.165.914 (Berechnung), 2006 1.016.722 (Volkszählung). In der ersten Hälfte der Nullerjahre wurde Schubra al-Chaima Millionenstadt. Ihr Wachstum verdankt die Stadt als Wohnstadt der Arbeiter in den umliegenden Fabriken. Damit ist sie auch größer als die Hauptstadt des Gouvernements el-Qalyūbīya, Banha. Wichtige Industriezweige sind die Glasherstellung, die Spinnerei und Weberei von Baumwolle und die Textilfabrikation. 

## Geschichte
Die Stadt ist relativ jung und entstand mit der Errichtung des Sommerpalasts von Muḥammad ʿAlī in der ersten Hälfte des 19. Jahrhunderts.
Bevölkerungsentwicklung
| Jahr                        | Einwohner |
| --------------------------- | --------- |
| 1986                        | 714.594   |
| 1996                        | 870.716   |
| 2006                        | 1.016.722 |
| 2017                        | 1.165.914 |
| Ergebnisse der Volkszählung |           |